# Neprijatelj naroda
Neprijatelj naroda  je hrvatski dokumentarni film iz 2015. godine autorice Višnje Starešine, poznate novinarke i kolumnistice koja se u Večernjem listu posebno bavila međunarodnom politikom prema državama koje su nastale raspadom SFRJ i radom Međunarodnog kaznenog suda za bivšu Jugoslaviju u Haagu. Bavi se sustavom komunističke represije nad Hrvatima od Bleiburga do danas. U filmu govore Ratko Mlinarić, Ivo Banac, Andrija Hebrang, Vladimir Geiger, Roman Leljak, Josip Mrzljak, Mitja Ferenc, Martina Grahek-Ravančić, Lada Kos, Vjera Kos, Vladimir Novak, Ljerka Ognjanovac, Vice Vukojević. Prvo prikazivanje bilo je 14. svibnja 2015. u Hrvatskoj. Film je snimljen u produkciji Interfilma i Centra za demokraciju i aktivno sjećanje (CDAS). Redateljica i scenaristica Višnja Starešina. Direktorica fotografije Ana Vrdoljak. Producent Ivan Maloča.